# Colonia Luis Donaldo Colosio, Guanajuato
Colonia Luis Donaldo Colosio är en ort i Mexiko.   Den ligger i kommunen Celaya och delstaten Guanajuato, i den centrala delen av landet, 210 km nordväst om huvudstaden Mexico City. Colonia Luis Donaldo Colosio ligger 1 766 meter över havet och antalet invånare är 638.
Terrängen runt Colonia Luis Donaldo Colosio är huvudsakligen platt, men åt nordost är den kuperad. Runt Colonia Luis Donaldo Colosio är det tätbefolkat, med 343 invånare per kvadratkilometer. Närmaste större samhälle är Celaya, 7,1 km sydväst om Colonia Luis Donaldo Colosio. Trakten runt Colonia Luis Donaldo Colosio består till största delen av jordbruksmark.